# Abisara erilda
Abisara erilda är en fjärilsart som beskrevs av Hans Fruhstorfer 1914. Abisara erilda ingår i släktet Abisara och familjen Riodinidae. Inga underarter finns listade i Catalogue of Life.